# دواين سميث
دواين سميث (12 أبريل 1983 - ) (بالإنجليزية: Dwayne Smith) هو لاعب كريكت باربادوسي. شارك مع منتخب الهند الغربية للكريكت ومنتخب باربادوس الوطني للكريكت. أما مع النوادي، فقد لعب مع Deccan Chargers ‏ ومومباي إنديانز وBarbados Royals ‏ وKhulna Tigers ‏ وفريق جنوب ويلز الجديد للكريكت ‏ وSylhet Strikers ‏ ونادي مقاطعة ساسكس للكركيت ‏.

## وصلات خارجية
- دواين سميث على موقع إي آس بي آن كريك إنفو (الإنجليزية)